# Jack Crowley
Pour les articles homonymes, voir Crowley.

a Compétitions nationales et continentales officielles uniquement.

b Matchs officiels uniquement.
Dernière mise à jour le 13 février 2024.
Jack Crowley, né le 13 janvier 2000 à Inishannon (Irlande), est un joueur international irlandais de rugby à XV. Il évolue principalement au poste de demi d'ouverture au sein de l'effectif du Munster en United Rugby Championship.

## Biographie

### Jeunesse et formation
Jack Crowley naît à Inishannon dans le comté de Cork, dans une famille de rugbymans. C'est donc tout naturellement qu'il commence le rugby à XV dans le club de Bandon RFC (en) où son père, Fachtna, a joué également ainsi que deux de ses oncles paternels et deux de ses oncles maternels. Mais aussi, ses deux frères ainés, Jerry et Billy, et son cousin Matthew.
Par la suite, il est scolarisé dans la Bandon Grammar School (en) où il évolue pour l'équipe de rugby de l'établissement dont il est également le capitaine lors de sa troisième année,. Durant sa jeunesse, il évolue au poste de demi de mêlée puis est déplacé à celui de demi d'ouverture, finalement c'est à ce dernier qu'il est placé le plus souvent et peut également couvrir les postes de centre et d'arrière.
En 2019, il rejoint le club de Cork Constitution RFC, où son frère Billy évolue également, en All-Ireland League. En janvier 2020, il est retenu dans le groupe de l'équipe d'Irlande des moins de 20 ans pour disputer le Tournoi des Six Nations des moins de 20 ans. Lors de la première journée face à l'Écosse, il est l'auteur d'une grande performance avec dix-huit points inscrits dont deux essais et est nommé homme du match,. Il joue deux autres rencontres durant ce Tournoi mais celui-ci est finalement annulé à cause de la pandémie de Covid-19,. Après sa première saison au club, il est nommé "étoile montante" du championnat d'Irlande. 
Par la suite, il est récompensé en rejoignant l'Academy (le centre de formation) du Munster en amont de la saison 2020-2021.

### Débuts au Munster (2021)
Jack Crowley fait ses débuts professionnels avec le Munster lors de la dixième journée de la saison 2020-2021 du Pro14 où il entre en jeu au poste de demi d'ouverture à la place de Ben Healy et inscrit une transformation permettant d'obtenir un point de bonus défensif face à l'Ulster. Cette saison-là, il dispute deux autres rencontres.
Avant la saison suivante, il signe son premier contrat professionnel pour une durée de deux ans avec le Munster. Il connaît sa première titularisation à l'occasion de la cinquième journée de la saison 2021-2022 du United Rugby Championship face aux Ospreys. Deux mois plus tard, il fait ses débuts en Coupe d'Europe face au Castres olympique. Pendant cette saison, il dispute douze rencontres, dont cinq titularisations et inscrit quarante-cinq points.

### Débuts internationaux (2022-)
Au mois de septembre 2022, il est nommé dans le groupe de l'Emerging Ireland (en) pour disputer une tournée en Afrique du Sud dans le cadre du Toyota Challenge (en). Durant cette tournée, il joue les trois rencontres, en étant titularisé deux fois, inscrivant dix-huit points, et est l'auteur de très bonnes performances, de ce fait il est alors considéré comme l'un des potentiels successeurs de Jonathan Sexton,,. Durant le mois d'octobre, il est sélectionné pour les test-matchs de novembre dans le groupe de l'équipe d'Irlande A (en), l'équipe réserve également nommée Ireland Wolfhounds. Début novembre, il dispute une rencontre avec cette équipe face aux All Blacks XV (en), l'équipe réserve de la Nouvelle-Zélande, il entre en seconde période à la place de Ciarán Frawley et inscrit une transformation mais l'Irlande A s'incline 47-19. Quelques jours plus tard, il est finalement appelé en équipe d'Irlande, à la suite d'une blessure de Jonathan Sexton, à l'occasion d'une rencontre contre les Fidji où il débute sur le banc des remplaçants, il inscrit ses premiers points internationaux lors de cette rencontre après avoir remplacé son coéquipier au Munster, Joey Carbery, sorti sur blessure. Une semaine plus tard, il est titularisé pour la première fois face aux Wallabies après le forfait de Carbery ainsi que celui de Sexton de nouveau. Il est l'auteur d'une bonne performance et contribue à la victoire 13-10 de son équipe,. En décembre suivant, il prolonge son contrat avec la province du Munster, le liant jusqu'en 2025 avec son équipe. Début janvier 2023, il est de nouveau convoqué par Andy Farrell, pour disputer le Tournoi des Six Nations. Il ne prend part qu'à une seule rencontre contre l'Italie, où il entre en jeu à la place de Ross Byrne en fin de match. Un mois plus tard, l'Irlande réalise le Grand Chelem. De retour avec sa province, il est dans un premier temps éliminé dès les huitièmes de finales de Champions Cup par l'équipe sud-africaine des Sharks. Puis, son équipe se qualifie toutefois en finale du United Rugby Championship après avoir battu le Leinster en demi-finale. En finale, les Irlandais affrontent les Sud-Africains des Stormers, et Jack Crowley est titulaire à l'ouverture pour cette rencontre. Le Munster s'impose 19 à 14 et remporte cette compétition pour la première fois depuis 2011,. Cette saison-là, il dispute vingt rencontres avec le Munster dont quatorze en qualité de titulaire et il inscrit quarante-six points. Plus tard, il est retenu dans la pré-liste pour préparer la Coupe du monde 2023.
Fin août, il fait partie du groupe final des 33 joueurs sélectionnés pour la compétition. Pendant la Coupe du monde, il participe à trois rencontres de poule, en tant que remplaçant, contre la Roumanie, l'Afrique du Sud et l'Écosse. Pour le quart de finale, il est remplaçant de Jonathan Sexton mais n'entre pas en jeu et son équipe est éliminée,.
De retour de la Coupe du monde, il enchaîne les rencontres en tant que titulaire au poste de demi d'ouverture avec le Munster. En janvier 2024, lors de la troisième journée de Champions Cup sur le terrain du RC Toulon, il réalise une bonne performance et est nommé homme du match lors du succès 29 à 18 de son équipe. Le même mois, il est sélectionné pour le Tournoi des Six Nations. À la suite du départ à la retraite de Jonathan Sexton, il est alors annoncé comme son successeur avec l'Irlande et comme étant l'un des joueurs à suivre durant la compétition,.

## Statistiques

### Statistiques en club
| Saison        | Club          | Compétition               | Matchs | Points | Essais | Pén. | Tr. | Drops |
| ------------- | ------------- | ------------------------- | ------ | ------ | ------ | ---- | --- | ----- |
| 2020-2021     | Munster       | Pro14                     | 2      | 2      | 0      | 0    | 1   | 0     |
| 2020-2021     | Munster       | Pro14 Rainbow Cup         | 1      | 0      | 0      | 0    | 0   | 0     |
| 2021-2022     | Munster       | United Rugby Championship | 9      | 30     | 0      | 4    | 9   | 0     |
| 2021-2022     | Munster       | Coupe d'Europe            | 3      | 15     | 0      | 3    | 3   | 0     |
| 2022-2023     | Munster       | United Rugby Championship | 15     | 33     | 0      | 4    | 9   | 1     |
| 2022-2023     | Munster       | Champions Cup             | 5      | 13     | 0      | 1    | 5   | 0     |
| 2023-2024     | Munster       | United Rugby Championship | 6      | 35     | 0      | 5    | 10  | 0     |
| 2023-2024     | Munster       | Champions Cup             | 4      | 28     | 0      | 4    | 8   | 0     |
| Total Munster | Total Munster | Total Munster             | 45     | 156    | 0      | 21   | 45  | 1     |

### Statistiques en équipe nationale
Jack Crowley compte 23 sélections dont 12 en tant que titulaire, depuis sa première sélection le 12 novembre 2022 face aux Fidji. Il inscrit 127 points.
Il a participé à deux éditions du Tournoi des Six Nations en 2023 et 2024.
Il participe également à une édition de la Coupe du monde en 2023, il dispute trois rencontres en tant que remplaçant et inscrit onze points.

## Palmarès

### En club
- Finaliste du Pro14 en 2021 avec le Munster.
- Vainqueur du United Rugby Championship en 2023 avec le Munster.

### En sélection nationale
- Vainqueur du Tournoi des Six Nations en 2023 (Grand Chelem) et 2024.
- Vainqueur de la Triple couronne en 2023.

### Distinctions personnelles
- Élu Jeune joueur de la saison du United Rugby Championship en 2024.
- Élu Joueur de la saison du United Rugby Championship en 2024.
- Membre de l'équipe-type du United Rugby Championship en 2024.